# Miklós Laczkovich

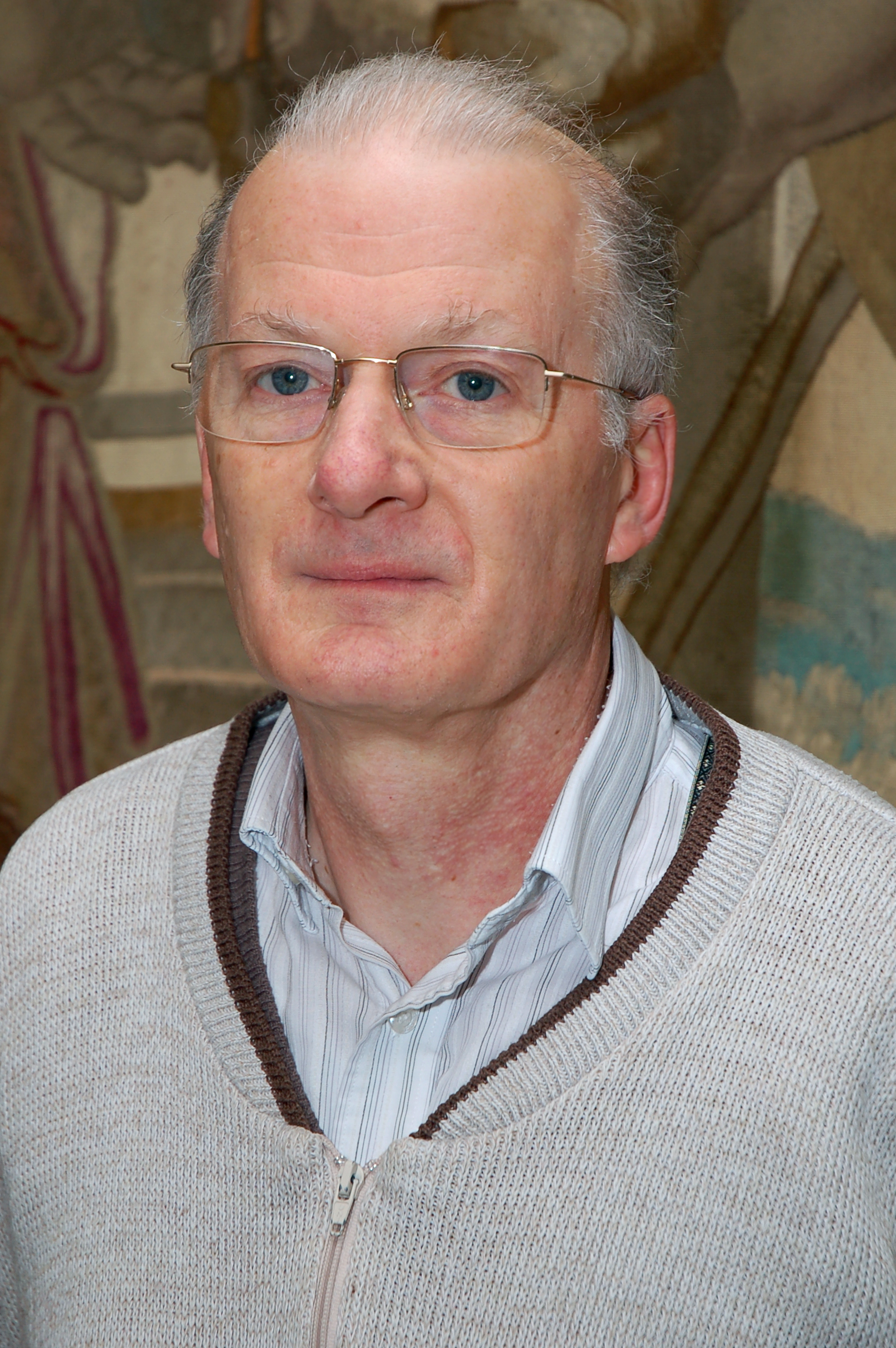
Miklós Laczkovich (2011)

Miklós Laczkovich  (* 21. Februar 1948 in Budapest) ist ein ungarischer Mathematiker.

## Leben
Laczkovich studierte an der Lorand-Eötvös-Universität in Budapest (Abschluss 1971) und ist dort Professor. Gleichzeitig ist er Professor am University College London.
Laczkovich beschäftigt sich mit reeller Analysis und Maßtheorie. 1989 löste er das Kreis-Quadrier-Problem von Alfred Tarski (1925) und zeigte damit, dass es möglich ist, eine ebene Scheibe in endlich viele Teile zu zerlegen, die sich zu einem Quadrat gleichen Flächeninhalts zusammenlegen lassen. Sein Beweis war nicht-konstruktiv, da es das Auswahlaxiom wesentlich verwendete, und er verwendete auch eine sehr hohe Anzahl (in der Größenordnung {\displaystyle 10^{50}}) Teile. Außerdem verwendete er für die Teile nicht-messbare Mengen. Beim Zusammensetzen kam er im Beweis nur mit Translationen (ohne Rotationen) aus. Er bewies auch, dass eine solche Zerlegung für beliebige ebene Polygone und andere durch genügend glatte Kurven berandete Flächen möglich ist. Damit stellt die positive Lösung des Problems durch Laczkovich für solche Flächen ein Teil-Analogon zum Banach-Tarski-Paradoxon in drei oder mehr Dimensionen dar.
1993 erhielt er den Ostrowski-Preis. Seit 1993 ist er korrespondierendes und seit 1998 volles Mitglied der Ungarischen Akademie der Wissenschaften. 1998 erhielt er den Széchenyi-Preis. 1992 war er eingeladener Sprecher auf dem Europäischen Mathematikerkongress in Paris (Paradoxical decompositions: a survey of recent results).
Als Mitglied des A:N:S-Chors (Tenor), mit dem er auch aufnahm, singt er in seiner Freizeit Renaissance-Chormusik.

## Schriften
- Conjecture and Proof, Mathematical Association of America, Washington D.C. 2001, ISBN 0-88385-722-7